# Motzenland

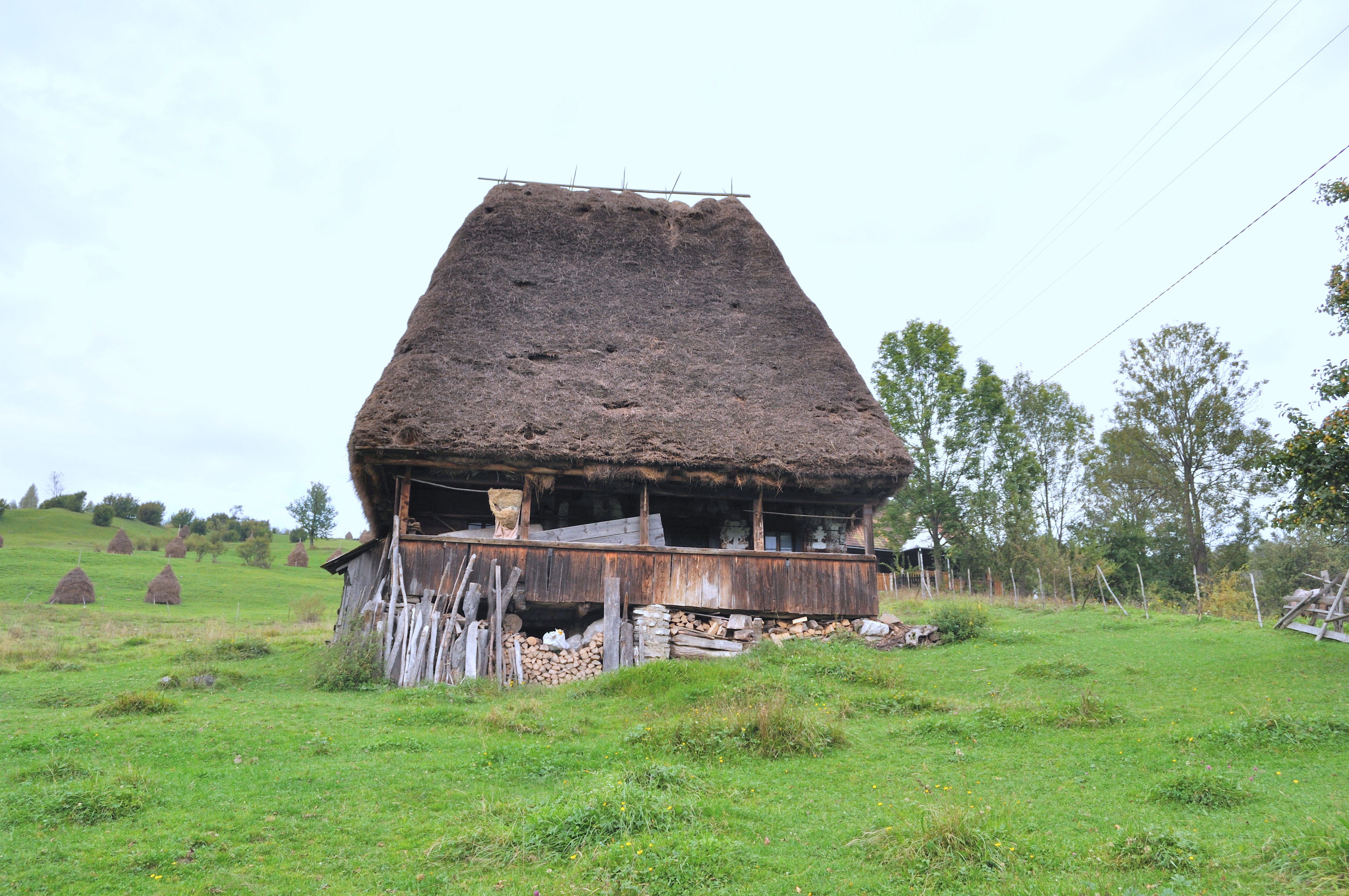
Älteres verlassenes Motzenhaus

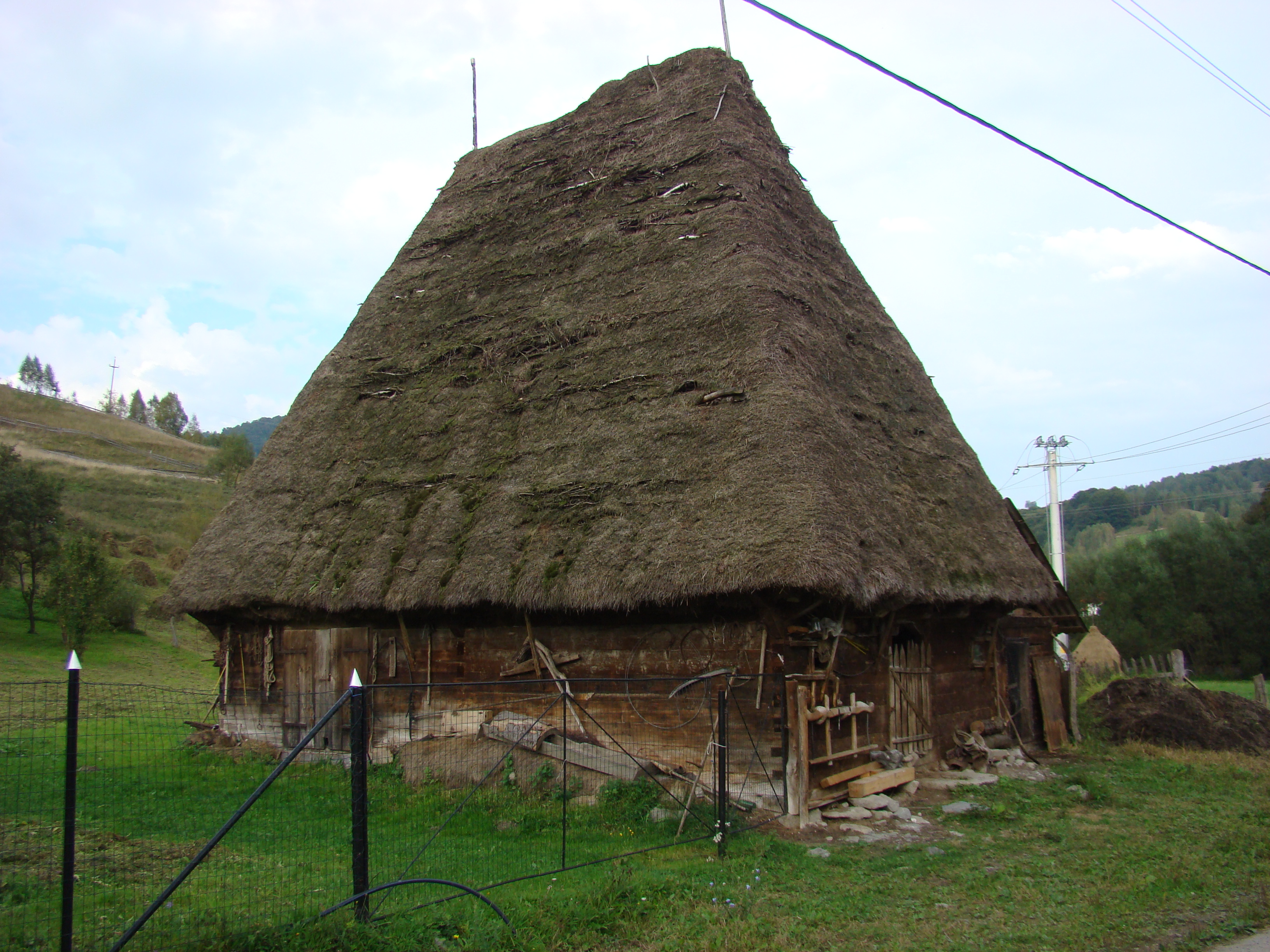
Viehstall im Motzenland

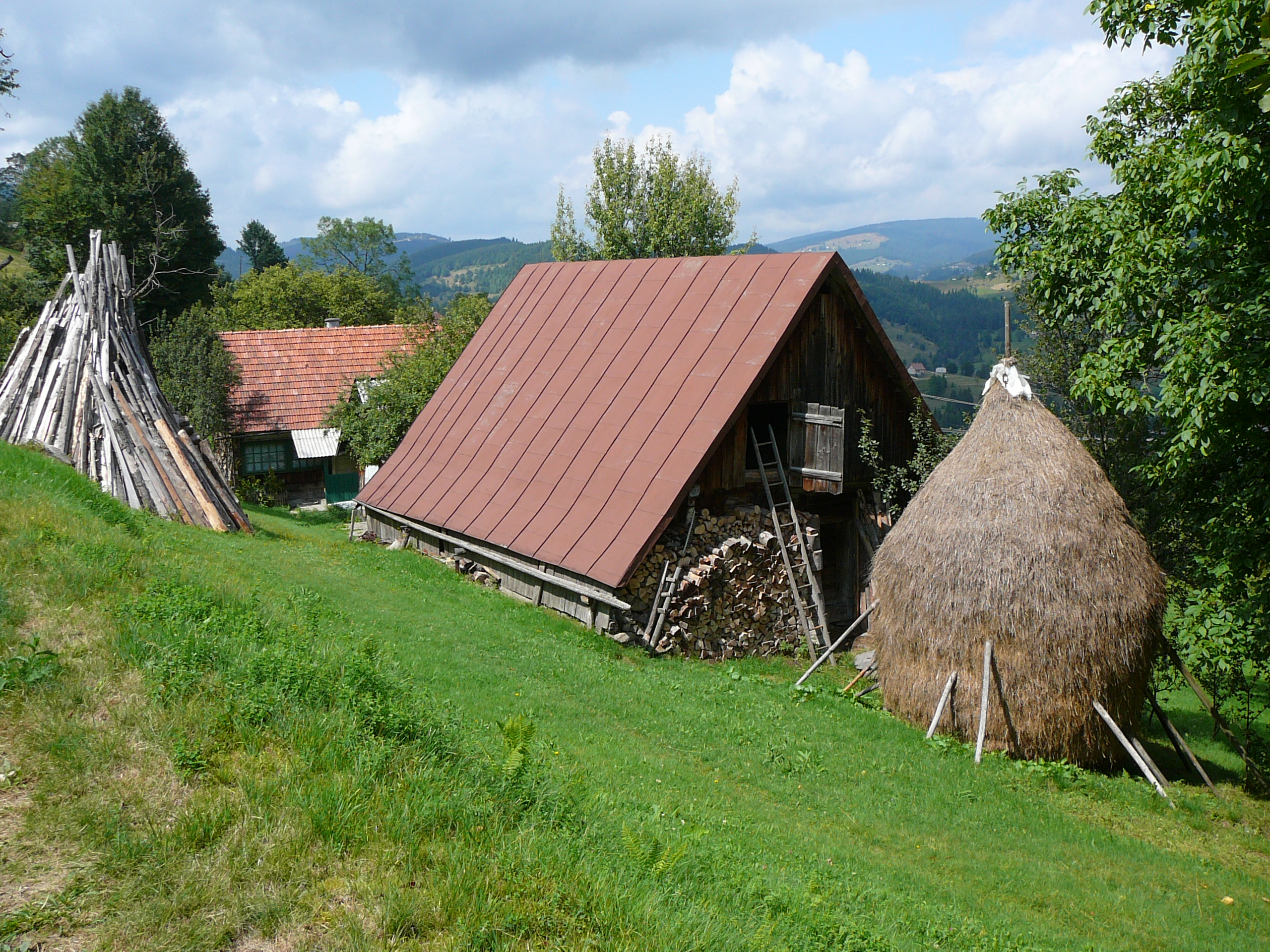
Bauerngehöft in der Gemeinde Arieșeni, Motzenland

Das Motzenland (rumänisch Țara Moților) ist eine kultur- und ethnogeographische Region im Westen Siebenbürgens in Rumänien. 

## Lage
Das Motzenland liegt im Apuseni-Gebirge am Oberlauf des Flusses Arieș. Es hat Anteil an den Gebirgen Bihor, Vlădeasa, Gilău, Muntele Mare, Trascău und Metaliferi. Die genaue Ausdehnung ist umstritten. Kulturelles Zentrum ist die Stadt Câmpeni (Topesdorf).

## Name
Die Region ist nach ihren Bewohnern, den Motzen (rumänisch moți), benannt, deren ethnologische Zuordnung nicht sicher ist. In Rumänien werden sie meist als direkte Nachfahren der dakischen Urbevölkerung angesehen.
Als einer der ersten Autoren verwendete Michael Lebrecht 1792 in seinem Werk „Über den Nationalcharakter der in Siebenbürgen befindlichen Nationen“ den Begriff Motzen. Nach einer These leitet sich „moți“ vom rumänischen Wort „moț“ (deutsch „Haarbüschel“ oder „Schopf“) ab, der früher traditionellen Haartracht der Männer in der Region.

## Geschichte
Die Motzen lebten zur Zeit der Habsburgermonarchie im Inneren des Apuseni-Gebirges teilweise als freie Untertanen des Kaisers; in den Randgebieten des Gebirges waren sie überwiegend Hörige ungarischer Grundherren. Sie sahen sich als „Männer des Kaisers“ und nahmen im Falle eines Konfliktes zwischen dem österreichischen Kaiserhaus und den Ungarn der Monarchie regelmäßig für ersteres Partei. 
In der Identität der Motzen spielen zwei historische Ereignisse eine wesentliche Rolle: Im Jahr 1784 erhoben sich Motzen und andere rumänische Bauern unter Horea gegen die ungarischen Grundherren, bevor der Aufstand mit einiger Verzögerung von österreichischen Truppen niedergeschlagen wurde. Während der ungarischen Revolution 1848/49 bekämpften zahlreiche Motzen unter ihrem Führer Avram Iancu mit einer Partisanentaktik erfolgreich die ungarischen Revolutionstruppen und wurden so direkte Verbündete des österreichischen Kaisers. Bei diesen Kämpfen wurden beidseits zahlreiche Grausamkeiten verübt.

## Bevölkerung und Wirtschaft
Das Motzenland ist gekennzeichnet von recht geschlossenen Dörfern in den Tälern und zahlreichen Streusiedlungen in den Bergen. Diese ziehen sich bis in eine Seehöhe von 1400 Metern und sind damit die höchstgelegenen permanent bewohnten Anwesen in Rumänien. Wegen der ungünstigen infrastrukturellen Bedingungen ist die Region seit den 1960er Jahren von einem starken Bevölkerungsrückgang betroffen, der sich besonders in den höhergelegenen Bergweilern auswirkt.
Die Bewohner beschäftigen sich hauptsächlich mit Forst- und Weidewirtschaft. Holzhandwerk und Bergbau sind von rückläufiger Bedeutung. Außerdem spielt der Tourismus eine zunehmende Rolle.